# شباب

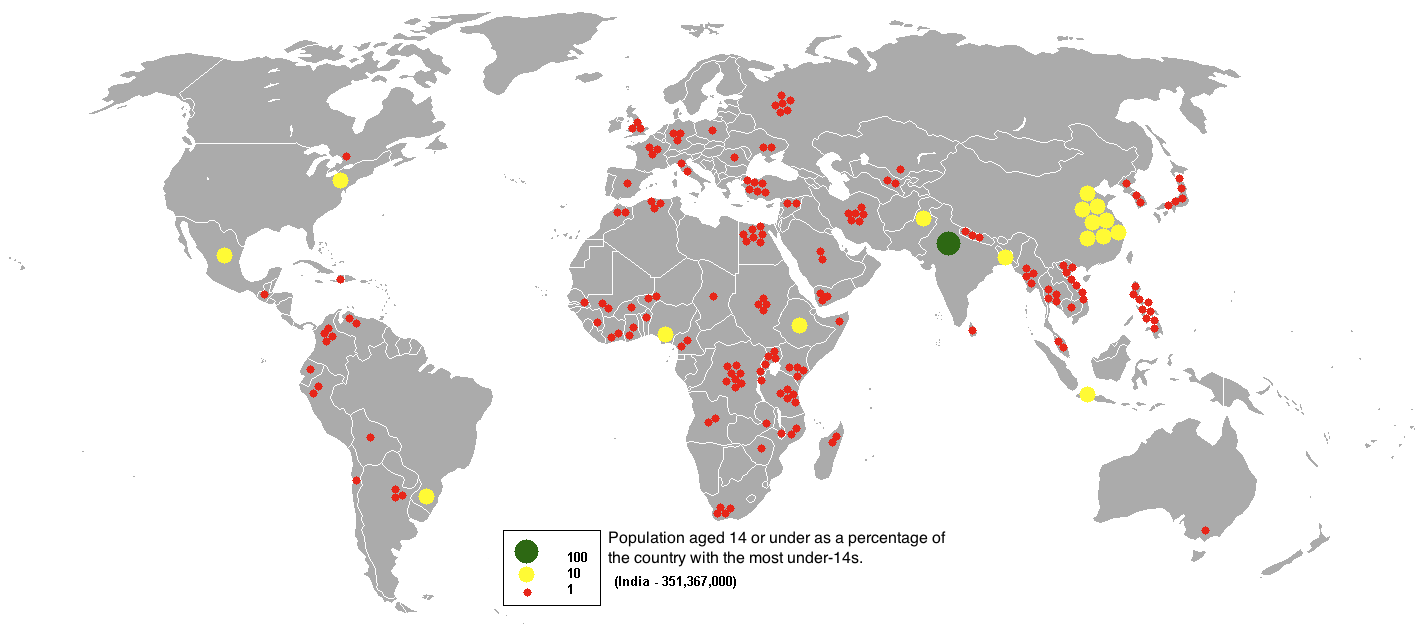
تعداد السكان تحت سن الخامسة عشر في العالم بالنسبة للبلد الأكبر في هذا التعداد، وهو الهند - حسب إحصائيات 2005

الشباب (ويسمى الشاب فتى والشابة فتاة) مصطلح يطلق على مرحلة عمرية هي ذروة القوة والحيوية والنشاط بين جميع مراحل العمر لدى البشر، وتختلف تلك المراحل العمرية لدى بقية الكائنات الأخرى. إن معدل النضج عند الفرد قد لا يتوافق مع عمره الزمني، والأفراد غير الناضجين يمكن أن يتوفروا في جميع الفئات العمرية. حيث يطلق على الأنثى والذكر الذين يمرون بمرحلة الشباب بصيغة المفرد {شابة} للأنثى و {شاب} للذكر، وأما في صيغة الجمع «الشباب» أو«شباب» لكلا الجنسين.

## خصائص الشباب
تعدّ مرحلة الشباب من أهم المراحل التي يمر بها الفرد، حيث تبدأ شخصية الإنسان بالتبلور. وتنضج معالم هذه الشخصية من خلال ما يكتسبه الفرد من مهارات ومعارف، ومن خلال النضوج الجسماني والعقلي، والعلاقات الاجتماعية التي يستطيع الفرد صياغتها ضمن اختياره الحر. وإذا كان معنى الشباب أول الشيء، فإن مرحلة الشباب تتلخص في أنها مرحلة التطلع إلى المستقبل بطموحات عريضة وكبيرة.

## الفترة العمرية لسن الشباب
تختلف المعايير المعينة لموضوع تحديد الفترة العمرية المحددة لسن الشباب بين الدول والمنظمات في العالم، فمثلاً:
- الأمم المتحدة تحدد فئة الشباب بأنهم أولئك الذين تتراوح أعمارهم بين 15 و 24 سنة.[2]
- البنك الدولي يحصر فترة مرحلة الشباب في ما بين 15 و 25 عام.[3]
- معجم المنجد في اللغة العربية المعاصرة يحدد تلك الفترة من حد البلوغ إلى الثلاثين.
- برنامج الكومنولث للشباب يعمل مع «الشباب (الذين تتراوح أعمارهم بين 15-29).»[4]